# Xekàlovka
Xekàlovka (en rus: Шекаловка) és un poble de l'óblast de Vorónej, a Rússia, segons el cens del 2010 tenia 625 habitants.